# Teresa la voleuse
Pour plus de détails, voir Fiche technique et Distribution.
Teresa la voleuse (Teresa la ladra) est une comédie à l'italienne réalisée par Carlo Di Palma et sortie en 1973. C'est une adaptation du roman Memorie di una ladra de Dacia Maraini publié en 1972.

## Synopsis
Teresa Numa de Nardecchia est une orpheline de mère et fille d'un paysan abusif et sans cœur du Latium. Alors veuve de guerre et mère en quête constante de nouveaux métiers, elle est souvent obligée de voler pour vivre. Dans la période historique difficile marquée par la Seconde Guerre mondiale en Italie, l'épopée douloureuse d'une femme fragile qui connaîtra les affres de la prison, de la solitude de l'asile et de l'impossibilité de se réconcilier avec son enfant.

## Fiche technique
- Titre français : Teresa la voleuse ou Thérèse la voleuse[1]
- Titre original : Teresa la ladra[2]
- Réalisation : Carlo Di Palma
- Scénario : Age-Scarpelli d'après le roman Memorie di una ladra (it) de Dacia Maraini publié en 1972.
- Photographie : Dario Di Palma, Blasco Giurato[2]
- Musique : Riz Ortolani
- Montage : Ruggero Mastroianni[2]
- Décors : Luciano Ricceri[2]
- Assistants à la réalisation : Emanuele Taglietti, Nello Giorgetti[2]
- Costumes : Adriana Berselli
- Trucages : Goffredo Rocchetti
- Production : Giovanni Bertolucci
- Société de production : Euro International Film (it)
- Pays de production :  Italie
- Langue de tournage : italien
- Format : Couleur
- Durée : 125 minutes[2]
- Genre : Comédie à l'italienne, comédie de mœurs[1], comédie dramatique[2]
- Dates de sortie :
  - Italie : 11 octobre 1973
  - France : 1974 (sortie limitée Est et Sud-Est[1]) ; janvier 1984 (passage télévisuel)

## Distribution
- Monica Vitti : Teresa Numa Nardecchia, une jeune femme maltraitée par la vie qui passe d'un larcin à l'autre, d'une prison à l'autre...
- Valerio Vallone : Sisto Nardecchia, le fils d'un chef de gare qui épouse Teresa, lui fait un enfant et la délaisse
- Michele Placido : Tonino Santità, un chauffeur de ministère dont Teresa s'entiche à un moment de sa vie
- Stefano Satta Flores : Ercoletto Ciccarelli, l'un des amants de Teresa, un repris de justice
- Isa Danieli : Dina, une amie de Teresa, une voleuse avec qui elle fait équipe
- Carlo Delle Piane : Occhi lustri
- Fiorenzo Fiorentini : Alvaro l'enigmatico, un voleur, copain de Teresa et de Sisto
- Luciana Turina Gianna la Boccona
- Nazzareno Natale : Federico